# Djupsjö
Djupsjö är en by i Nordmalings kommun, Västerbottens län.